# Vaituha

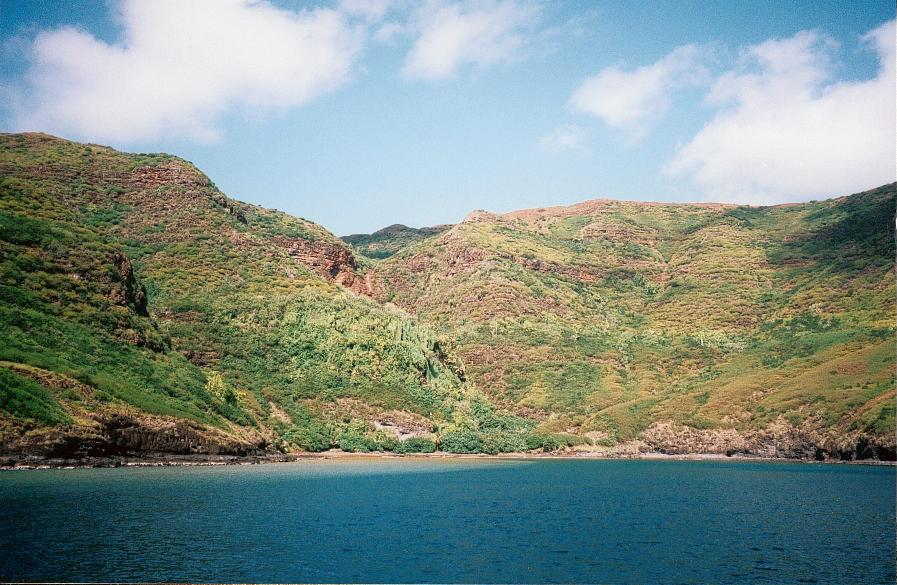
Baie de Vaituha vue de l’océan.

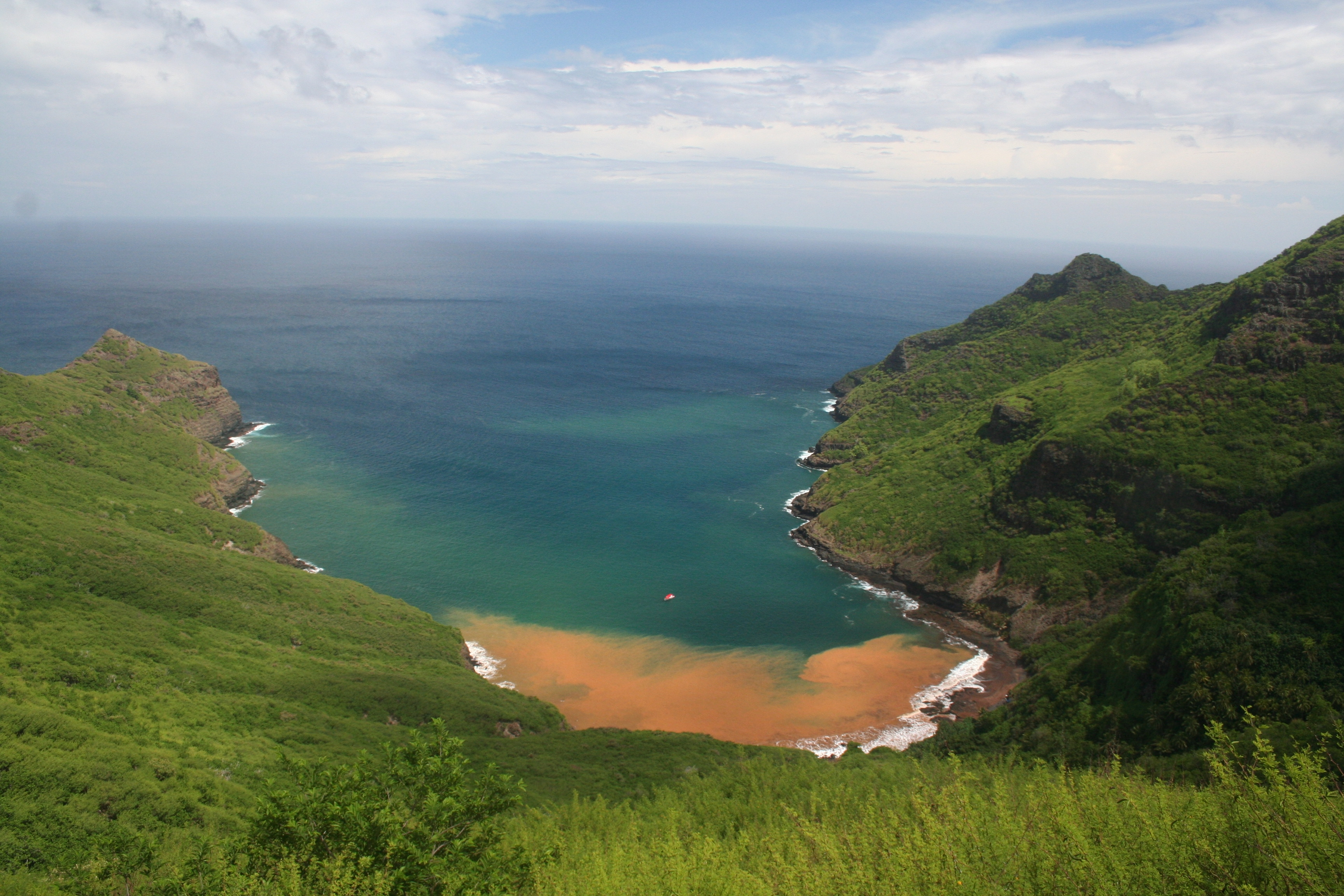
Baie de Vaituha vue d’Eiao.

Vaituha est une petite vallée située au nord-ouest de l’ile d’Eiao (îles Marquises).
Elle contient la seule rivière de l’île[réf. souhaitée], qui débouche dans la baie du même nom.
Cette baie est l’un des deux seuls points de mouillage d’Eiao, à l’embouchure de la rivière, par 27 mètres de fond.
Une chute d’eau, dans la partie basse de la vallée, peut se révéler spectaculaire après de fortes pluies.
La vallée de Vaituha concentre la majeure partie de la faune et de la flore d’Eiao, avec de nombreux cochons sauvages.
La vallée est un des points de passage pour le plateau qui forme la plus grande partie du centre de l’île, vers lequel il monte en pente rapide.
De 1962 à 1963, l’homme de média Georges de Caunes y vécut en solitaire. La baie de Vaituha fut alors connue pendant plusieurs années sous le nom de « Baie de de Caunes ».

## Source
- (en) Cet article est partiellement ou en totalité issu de l’article de Wikipédia en anglais intitulé « Vaituha » (voir la liste des auteurs).